# Die Schöne und das Ungeheuer
Die Schöne und das Ungeheuer (Originaltitel: Panna a netvor, Alternativtitel: Beauty and the Beast, Die Jungfrau und das Ungeheuer, Das Ungeheuer, Die Unglaubliche Geschichte) ist ein Märchenfilm aus dem Jahr 1978 des jüdisch-slowakischen Filmregisseurs Juraj Herz.

## Handlung
Um seine beiden Töchter zu verheiraten, setzt ein reicher Kaufmann sein ganzes Vermögen auf ein gefährliches Geschäft. Unglücklicherweise wird seine nächste Lieferung überfallen und er verliert mit ihr die Erlöse aus diesem Geschäft. Aus Verzweiflung verschachert er seine letzten Besitztümer. In einem verzauberten Schloss verkauft der Kaufmann schließlich das Porträt seiner verstorbenen Ehefrau. Auf dem Rückweg pflückt er für seine jüngste Tochter Julie eine Rose aus der Parkanlage vor dem Schloss und wird dabei von einem Ungeheuer angegriffen. Dieses lässt ihm die Wahl zwischen Leben und Tod. Entweder er bringt ihm eine seiner Töchter oder er muss selbst wieder kommen, um mit seinem Leben zu büßen. Nach seiner Heimkehr berichtet er seinen Töchtern von den Geschehnissen und Julie entschließt sich, zum Schloss zu reiten, um sich für das Leben ihres Vaters zu opfern. Gegen den Willen ihres Vaters bricht sie auf und wohnt fortan allein im Schloss. Abends spricht eine sanfte Stimme zu ihr. Sie erfährt, dass es sich um das Ungeheuer handelt und möchte es gerne sehen, doch dieses möchte sich nicht zeigen. Mit der Zeit verliebt sich das Ungeheuer in Julie und auch sie empfindet Liebe für das Ungeheuer. Julie erfährt, dass das Ungeheuer von einer düsteren Stimme befehligt wird. Diese drängt es dazu Julie zu töten. Doch das Ungeheuer kämpft dagegen an und mit der Kraft der Liebe siegt es über seine tierischen Instinkte. Doch der Widerstand fordert seinen Tribut, bis das Ungeheuer schließlich körperlich erschöpft im Sterben liegt. Mit ihrer Liebe holt Julie es zurück ins Leben, das Tier in ihm stirbt und nur der Mensch lebt weiter.

## Hintergrund
Neuverfilmung des klassischen Märchens „Die Schöne und das Biest“.
Der Film zeichnet sich besonders durch seine durchdringende Atmosphäre der Angst und die innovative Idee, das Ungeheuer als vogelähnliche Kreatur darzustellen, aus.
Für seine Regie erhielt Herz 1979 auf dem Sitges Film Festival die Medalla Sitges en Oro Ley.

### Synchronisation
Die deutsche Synchronfassung entstand 1981 in München.
| Rolle                  | Schauspieler                      | Sprecher          |
| ---------------------- | --------------------------------- | ----------------- |
| Julie / Die Schöne     | Zdena Studenková Taťjana Medvecká | Marion Martienzen |
| Nevtor / Das Ungeheuer | Vlastimil Harapes Jirí Zahajský   | Matthias Habich   |
| Vater / Kaufmann       | Václav Voska                      | Wolf Ackva        |
| Gábinka                | Jana Brejchová                    | Gudrun Vaupel     |
| Málinka                | Zuzana Kocúrikova Jorga Kotrbová  | Dagmar Heller     |